# Лэндон, Ричмонд
Ричмонд Лэндон — американский легкоатлет. На олимпийских играх 1920 года выиграл прыжки в высоту с олимпийским рекордом — 1,936 м.
Учился в Йельском университете, в котором выиграл чемпионат США среди студентов в 1919 и 1920 годах. На чемпионате США 1920 года занял 2-е место и тем самым попал в олимпийскую сборную. На Олимпиаде он познакомился с Алисой Лорд, которая выступала в прыжках в воду с 10-метровой вышки, они поженились в 1922 году. Чемпион США 1921 года в помещении с результатом 1,85 м. 31 января 1923 года на соревнованиях в Нью-Йорке установил мировой рекорд в помещении — 1,96 м.